# Al Pierotti
Al Pierotti foi um jogador de futebol americano estadunidense que foi campeão da temporada de 1920 da National Football League jogando pelo Akron Pros.